# Bombardeo de Rivne
El bombardeo de Rivne es una serie de ataques con misiles llevados a cabo por las Fuerzas Armadas de Rusia en el raión de Rivne y su capital homónima, todo en el óblast de Rivne durante la invasión rusa de Ucrania de 2022.

## Cronología

### Marzo
El 14 de marzo, las tropas rusas llevaron a cabo dos ataques aéreos contra la Torre de Televisión Rivnenska, como resultado de los cuales 21 personas murieron y 9 resultaron heridas. Los cohetes alcanzaron la torre de televisión y los edificios administrativos cercanos. El 16 de marzo, ocurrió un ataque aéreo en Sarny, raión de Rivne, no hubo víctimas. El 21 de marzo, dos cohetes alcanzaron un campo de entrenamiento en el raión de Rivne. El 26 de marzo, un depósito de petróleo en Dubno fue bombardeado. El 28 de marzo, hubo una explosión en un depósito de petróleo en Klevan.

### Abril
El 25 de abril, tres misiles impactaron en la infraestructura ferroviaria del raión de Rivne. Como resultado, 20 casas particulares fueron destruidas o dañadas. Un hombre también resultó herido en el bombardeo.

### Mayo
En la tarde del 21 de mayo, el ejército ruso lanzó un ataque con misiles contra objetivos militares en la región de Rivne, no hubo víctimas.

### Junio
El 25 de junio, se llevó a cabo un ataque con cohetes contra la infraestructura civil en la ciudad de Sarny, al menos cuatro personas murieron y otras siete resultaron heridas.

### Agosto
En la noche del 28 de agosto, en Sarny, se informaron varias explosiones durante un ataque aéreo, la ciudad fue atacada por un cohete de las Fuerzas Armadas rusas por tercera vez. Según el jefe de la Administración Estatal Regional de Rivne, V. Koval, se registraron un total de cuatro ataques con misiles en infraestructura militar. No hubo víctimas. Unos 30 edificios residenciales y las instalaciones del hospital central del distrito resultaron dañados por la onda expansiva.

### Octubre
El 10 de octubre, el gobernador del Óblast de Rivne, Vitaly Koval, informó que dos misiles y un dron fueron derribados sobre la región. En la tarde del 12 de octubre, un objetivo ruso fue derribado durante una alerta aérea en el norte del raión de Rivne. Vitaliy Koval no especificó si se trataba de un misil o de un dron. En la mañana del 22 de octubre de 2022, tropas rusas lanzaron un ataque con misiles contra la infraestructura de energía. Como resultado del ataque las subestaciones eléctricas quedaron dañadas. En la mañana del 22 de octubre de 2022, las tropas rusas lanzaron un ataque con misiles contra la infraestructura energética, como resultado del ataque, las subestaciones eléctricas resultaron dañadas. No hubo víctimas.